# Тамуэра, Текирее
Текирее Тамуэра (англ. Tekiree Tamuera; род. 16 февраля 1940) — государственный и политический деятель Кирибати, временный президент государства. Приступил к исполнению президентских обязанностей после окончания срока полномочий второго президента Кирибати Театао Теаннаки. В 1998—2002 годах — председатель парламента страны.